# Marchienne-au-Pont
Marchienne-au-Pont ist ein Stadtteil von Charleroi in der Provinz Hennegau in der Wallonischen Region in Belgien. Bis zur Gemeindereform von 1977 war Marchienne-au-Pont eine eigenständige Gemeinde. Diese Gemeinde zählte während der Fusion 17.000 Einwohner. Von zwei Wasserläufen, der Sambre und der l'Eau d'heure durchflossen, war Marchienne früher ein wichtiges Industriezentrum. Heute existiert noch eine Niederlassung von Arcelor in Marchienne.

## Galerie

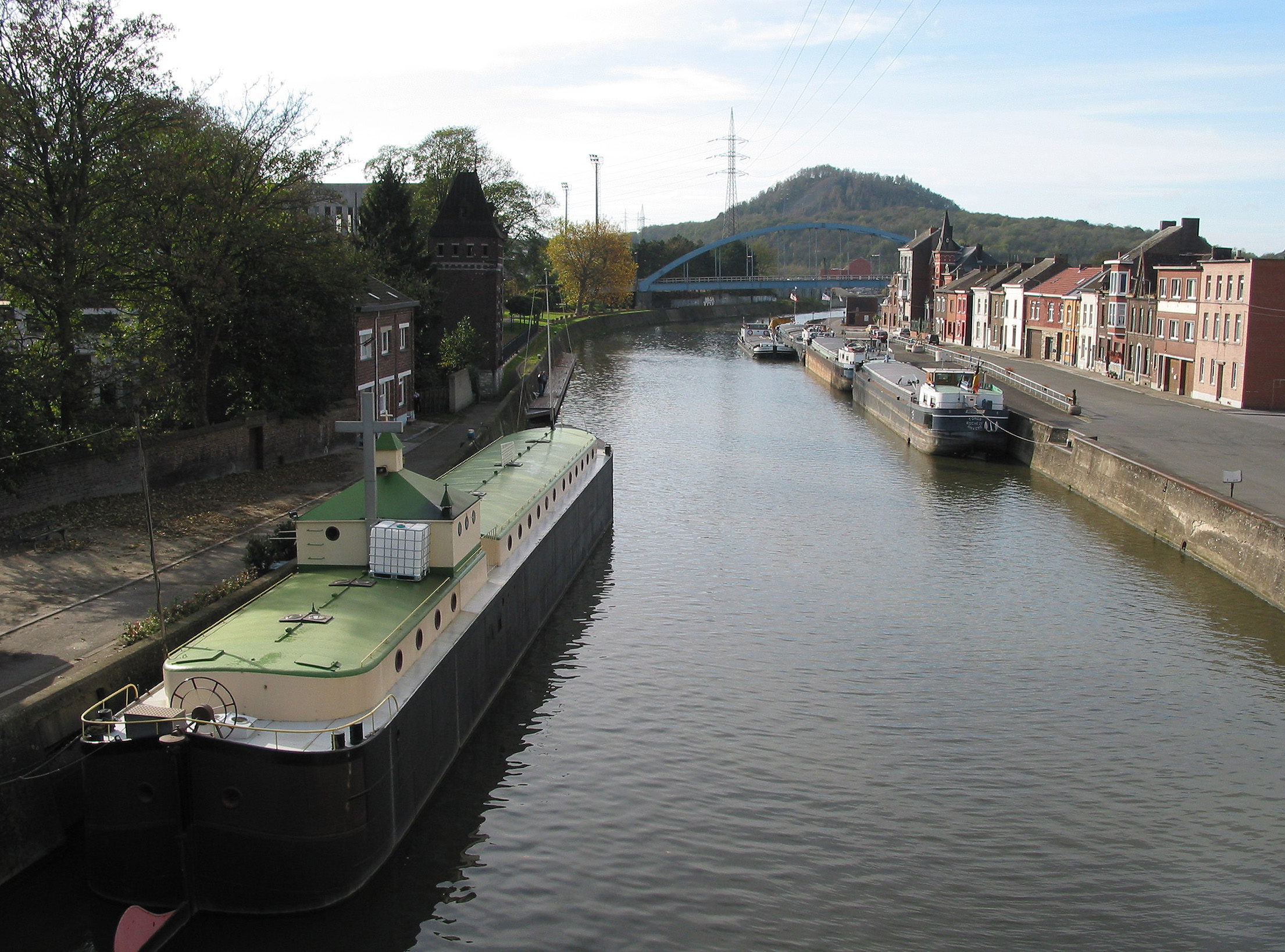
Marchienne-au-Pont, die Sambre und das Kapellenboot
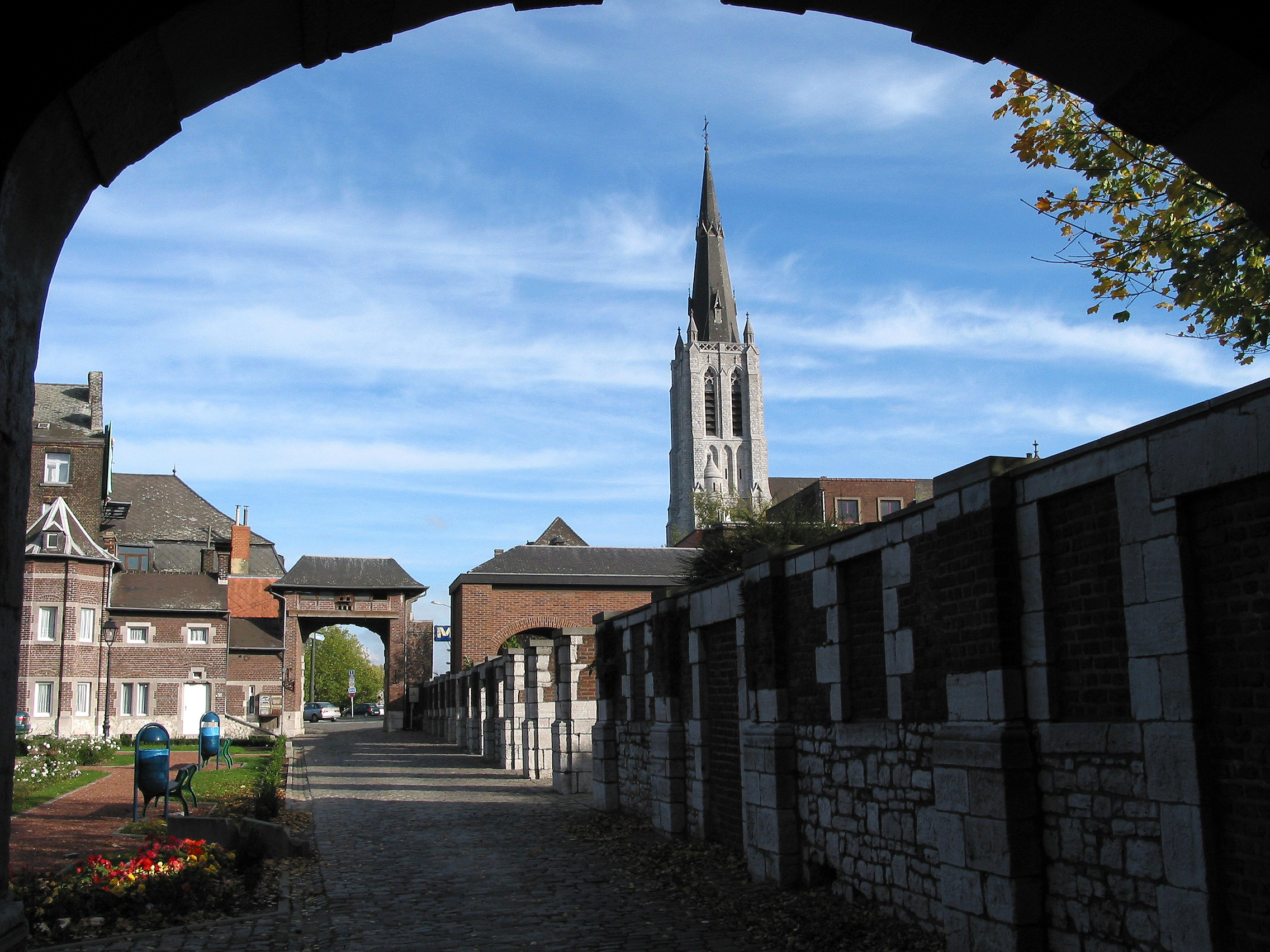
Innenhof von Château de Cartier
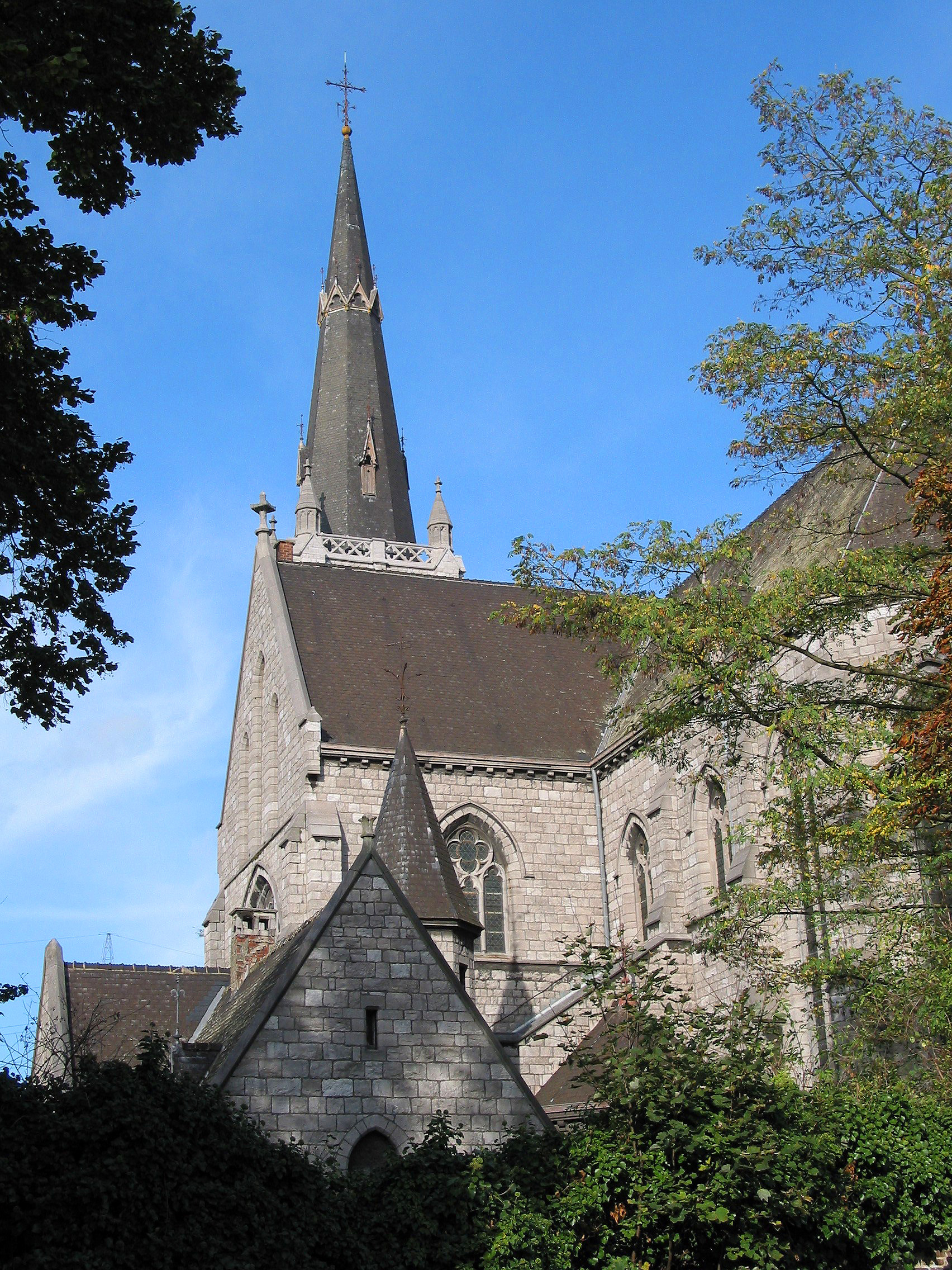
Eglise Sainte-Vierge
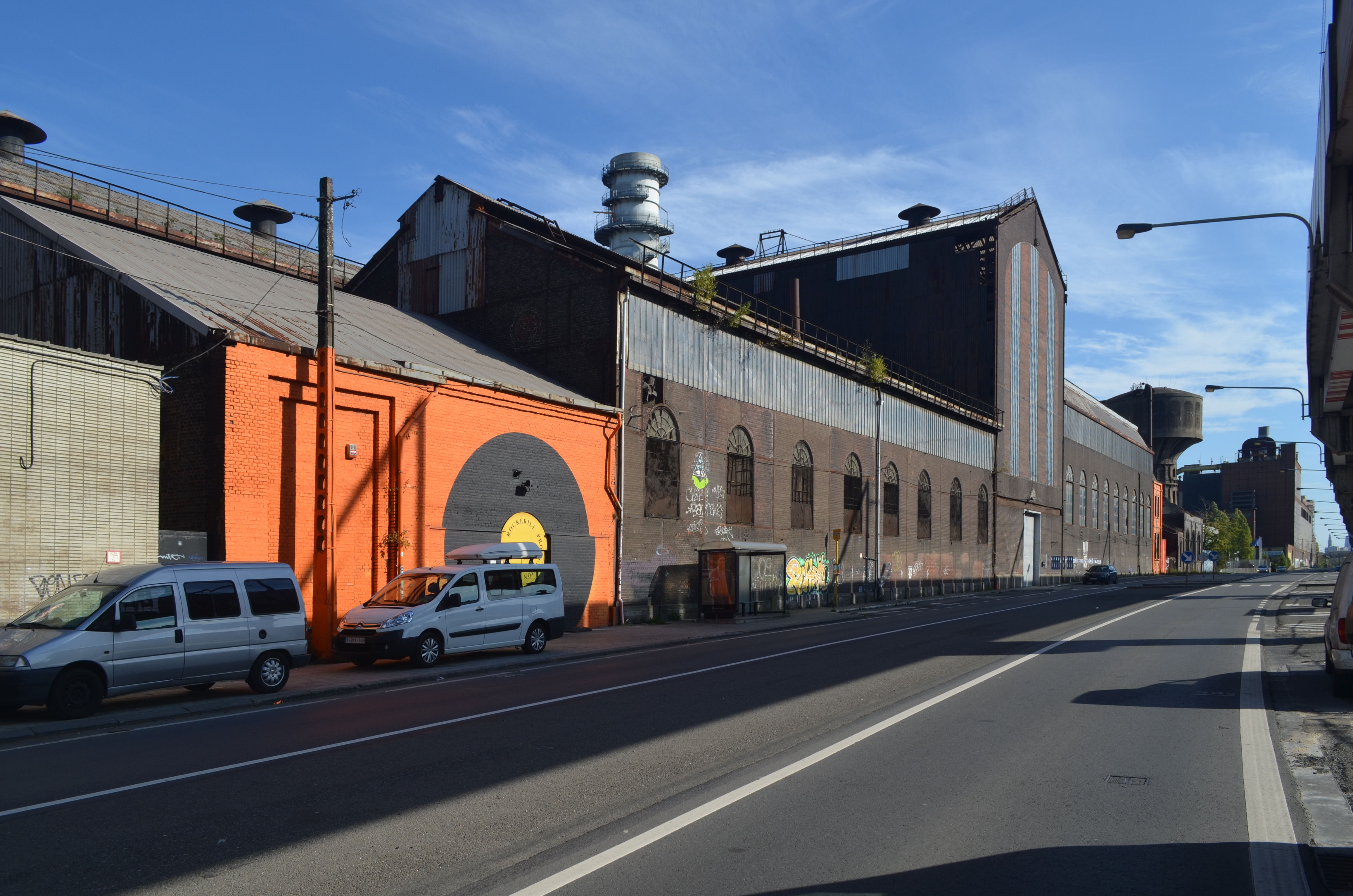
Außenansicht des Rockerill

## Söhne und Töchter der Stadt
- Martha Orlanda (1886–1970), Schauspielerin und Drehbuchautorin
- Léo Souris (1911–1990), Jazz- und Unterhaltungsmusiker
- Jean de Heinzelin de Braucourt (1920–1998), Geologe